# Molino para la paz
Molino para la paz es una escultura urbana ubicada en Paseo de la Reforma, en la colonia Morelos de la Alcaldía Cuauhtémoc, Ciudad de México. Fue realizada por el artista Miguel Ángel Campos Ortiz como parte del programa «Sí al Desarme, Sí a la Paz» impulsado por el gobierno de la ciudad.
La escultura de 3.5 metros de altura y tres toneladas de peso fue realizada con el material ferroso proveniente de 4700 armas de fuego entregadas voluntariamente por ciudadanos de las 16 alcaldías de la capital. Fue elegida como la ganadora de un concurso de escultura organizado por el gobierno y el Consejo Ciudadano para la Seguridad y Justicia, en el que participaron 110 artistas.
La obra fue develada en 2021 y tiene como objetivo simbolizar la construcción de una ciudad sustentada en la paz y la justicia, promoviendo una cultura de no violencia y concientizando sobre los peligros de la tenencia de armas de fuego.

## Descripción
La obra consiste en una picadora de grandes dimensiones, cuyo mecanismo está formado por más de 6000 armas de fuego de distinto calibre. Estas armas, que previamente representaban herramientas de violencia, han sido transformadas en elementos que promueve la paz. Acompañando al molino, hay dos esculturas de niños, que representan la inocencia y la vulnerabilidad de los más jóvenes ante la violencia.